# Posicionamento
Posicionamento de mercado refere-se ao lugar que uma marca ocupa na mente dos clientes e como ela se distingue dos produtos dos concorrentes. É diferente do conceito de reconhecimento de marca. Para posicionar produtos ou marcas, as empresas podem enfatizar as características distintivas de sua marca (o que ela é, o que faz e como, etc.) ou podem tentar criar uma imagem adequada (barata ou premium, utilitária ou luxuosa, de entrada ou de alto nível, etc.) por meio do mix de marketing. Uma vez que uma marca tenha alcançado uma posição forte, pode ser difícil reposicioná-la. Para posicionar efetivamente uma marca e criar uma memória de marca duradoura, as marcas precisam ser capazes de se conectar com os consumidores de maneira autêntica, criar uma persona de marca geralmente ajuda a construir esse tipo de conexão.
Posicionamento é um dos conceitos de marketing mais poderosos. Originalmente, o posicionamento se concentrava no produto e, com Al Ries e Jack Trout, cresceu para incluir a construção da reputação de um produto e seu ranking entre os produtos dos concorrentes. Schaefer e Kuehlwein estendem o conceito além de aspectos materiais e racionais para incluir o 'significado' carregado pela missão ou mito de uma marca. Primariamente, o posicionamento trata-se de "o lugar que uma marca ocupa na mente de seu público-alvo". Posicionamento é agora uma atividade ou estratégia de marketing regular. Uma estratégia nacional de posicionamento frequentemente pode ser utilizada, ou modificada levemente, como uma ferramenta para se adaptar à entrada em mercados estrangeiros.
As origens do conceito de posicionamento são incertas. Acadêmicos sugerem que pode ter surgido da crescente indústria publicitária no período após a Primeira Guerra Mundial, apenas para ser codificado e popularizado nas décadas de 1950 e 60. O conceito de posicionamento tornou-se muito influente e continua a evoluir de maneiras que garantam que ele permaneça atual e relevante para os profissionais de marketing em exercício.

## Conceito de Posicionamento
Cada produto, serviço ou ideia, lançados no mercado, ocupam um determinado local nos corações e mentes de cada consumidor individual. Este local é hierarquizado. O primeiro da lista é o produto líder. Os demais, a partir do segundo listado, são os produtos, serviços e ideias considerados secundários.
Todas as vantagens estão com o líder. As desvantagens com os secundários. O líder pode ser comercializado com maiores margens de lucro e necessitam de menores investimentos em tempo, energia e dinheiro para se manterem no topo.
Os produtos secundários necessitam de amplos e onerosos esforços para tentar se aproximar dos líderes, e nem sempre o conseguem.
Qualquer pessoa pode fazer uma lista hierarquizada sobre qualquer produto, serviço ou ideias que conheça ou consuma. Qual a melhor escola na cidade? O melhor sabão ou leite em pó? O melhor refrigerante? Ela poderá também listar os produtos/serviços e ideias de forma a que ocupem um “lugar” na lista que imaginou (hierarquização do posicionamento) de tal maneira que sempre poderá apontar facilmente os serviços, idéias ou produtos líderes e fixar assim seu posicionamento em relação aos que ocupem posições secundárias.

## Equação Custo x Benefício
Quando podem , os consumidores optam pelos produtos líderes, que são líderes precisamente por serem considerados melhores. Esta equação envolve tanto aspectos emocionais quanto econômicos.
Enquanto isso os produtos secundários são adquiridos somente pelos que não podem comprar os produtos líderes e sofrem mais com as variações de renda ou problemas conjunturais da economia.
em outras palavras se você tem recursos financeiros necessários você optara sempre pelo produto líder.

## Como adquirir Posicionamento de Mercado
O posicionamento pode ser adquirido ao longo do tempo. Esse era o único método utilizado antes do advento do marketing tal como o conhecemos hoje.
Atualmente, uma ideia, um produto ou um serviço podem ser lançados e adquirir o posicionamento de líder em seus respectivos mercados com uma rapidez extraordinária. E é isso o que tem ocorrido em diversas situações em que um produto semi-desconhecido, sem contar com o suporte de uma grande organização, ou sem “tradição” no mercado, muitas vezes derrota e substitui lideranças mais antigas e estabelecidas.

## Exemplo do Mercado "Escolas"
Um exemplo de mercado pode ajudar a compreender o processo.
Dado a grande mobilidade social promovida pela Educação no Brasil a escolha da escola dos filhos é uma prioridade em muitas famílias. Na verdade, muitos pais e mães sacrificam uma parcela importante de suas disponibilidades em tempo, dinheiro e energia para oferecer a melhor educação a suas crianças. Os pais que estudaram em boas escolas atribuem a esse fato, com razão, muito do sucesso que obtiveram na vida profissional.
Aqueles que venceram dificuldades e suplantaram os obstáculos por terem estudado em escolas menos conhecidas ou posicionadas também desejam, freqüentemente, oferecer uma opção de estudo melhor que a que tiveram a seus filhos.
Então esse é um mercado conservador por definição, em que os clientes baseiam sua escolha fortemente em Posicionamento de Mercado.
No Brasil, até fins da década de sessenta, no âmbito de escolas e colégios privados, as organizações que possuíam os melhores posicionamentos eram as mais antigas, tradicionais, muitas vezes vinculadas a uma ordem religiosa como os maristas, os jesuítas, batistas, etc.
Baseavam seu posicionamento na excelência de seu ensino, nos resultados obtidos por seus alunos, na fixação de seus diferenciais mercadológicos através do tempo.
Isto é, se preocupavam mais com o “produto” que forneciam. Numa deferência aos primórdios do marketing quando efetivamente as ações de marketing eram quase que exclusivamente empreendidas em função do Produto.
Então surgiram escolas e colégios sem vínculos com confissões religiosas, laicas, montados sobre conceitos e estruturas empresariais e utilizando estratégias de marketing mais agressivas. Elas, às vezes, se originaram em estabelecimentos pequenos e pouco representativos nas décadas anteriores, outras vezes foram empreendimentos completamente novos, inéditos em seus respectivos mercados.
Em poucos anos as mais novas substituíram as escolas antigas na preferência dos alunos e seus pais (posicionamento de mercado) captaram mais clientes, melhores professores, obtiveram custos fixos mais baixos e ganhos de escala em seus custos variáveis, lucraram mais e puderam, por isso, oferecer serviços melhores a preços competitivos.
Então as antigas escolas tiveram que baixar preços, e terminaram, em vários casos, por oferecer serviços de pior qualidade, definhando ou sobrevivendo com dificuldade.
Porém, para ficarmos no exemplo das escolas, nem sempre as novas empresas educacionais obtiveram tanto êxito. Ele somente ocorreu quando estabeleceram estratégias apropriadas.
Nas prateleiras de um supermercado o posicionamento de mercado também resolve um grande problema para o consumidor: a angústia de compra…

## Angústia da compraoudissonância cognitiva
Testes comportamentais comprovaram que os consumidores de serviços, ideias e produtos, quando expostos a soluções diferentes, desenvolvem a “angústia de compra”, ou "Dissonância Cognitiva". Uma insegurança, que pode ser bastante estressante, sobre a conveniência, a qualidade, ou a “racionalidade” de sua opção de compra.
Às vezes dissolvem essa angústia pedindo auxílio a alguém em quem confiam, tomam informações e precauções antes de realizar a compra. Muitas vezes a dúvida é resolvida por um vendedor ou uma atendente que esteja ali propositalmente, e não por acaso. Outras vezes conferem a validade de sua escolha em casa pedindo a opinião de parentes ou solicitando que avaliem por que preço comprou aquele produto ou serviço.
Uma boa estratégia de posicionamento de mercado antecipa essa situação oferecendo, através das ações de marketing apropriadas, as respostas de que o cliente necessita para fazer sua escolha. Assim, diante de um expositor de supermercado, se ele o puder, comprará sempre o produto líder, evitando a angústia de compra e se sentindo auto-recompensado por sua opção.

## Verificando o Posicionamento de Mercado
O posicionamento de mercado é facilmente verificável através de pesquisas. Em geral, pesquisas de campo oferecem resultados bastante nítidos. Há todo um capítulo da Estatística dedicado a esse tipo de pesquisa de mercado.

## Posicionamento de Mercado no Marketing Pessoal
Cada pessoa, em se tratando de marketing pessoal, possui vários posicionamentos de mercado. Tantos quantos sejam os mercados em que atua. E em cada um tem um posicionamento que lhe é peculiar, específico.
No mercado “família” alguém pode ser o “apaziguador” o “diplomático” que desanuvia ambientes e promove a concórdia entre tios, primos, irmãos, pais, etc. Pode ter um posicionamento contrário, “briguento”, “ranzinza”, “rabugento”.
No trabalho, outro dos “mercados” em marketing pessoal, pode ter um posicionamento inteiramente diferente, ser o “brincalhão”, o “responsável”, o “solucionador de problemas” o “criativo” etc.